# Jean-Baptiste Nôtre
Jean-Baptiste Nôtre, né le 4 septembre 1732 à Toul (paroisse Saint-Jean), mort le 20 février 1807 à Toul, est un organiste et compositeur français.

## Biographie
Son père, Jacob Notter, originaire de Mels près de Sargans en Suisse, se maria à Toul en 1721 et s’y installa, après avoir servi comme soldat dans le régiment d’Esly; il devint le Suisse de la cathédrale, sous le nom francisé de Jacques Nôtre.
D'abord enfant de chœur de la cathédrale, Jean-Baptiste Nôtre reçut sans doute ses premières leçons d’orgue des organistes Noirel et Martelet. En 1754, les chanoines lui attribuèrent une bourse pour se former pendant six mois à Paris auprès de Guillaume-Antoine Calvière (1695-1755), l'un des organistes de la Chapelle Royale et titulaire à Notre-Dame de Paris. À son retour, ils le nommèrent organiste de la cathédrale de Toul, qui disposait d'un magnifique instrument construit par Nicolas Dupont entre 1751 et 1755.
Il fut sollicité pour expertiser les orgues de l'abbaye cistercienne Notre-Dame de Beaupré (1775), de l'abbatiale Saint-Pierre-et-Saint-Paul de Neuwiller-lès-Saverne (1778), de l'abbaye Saint-Vincent de Metz (1779), ainsi que celles de la cathédrale de Nancy (1787, 1789).
En 1793, il fut chargé de faire l’estimation des orgues de toutes les églises de Toul devenues biens nationaux. Même si la Révolution suspendit un temps ses activités, il resta organiste de la cathédrale jusqu'à sa mort.
Il avait épousé en 1757 à Nancy Françoise Mangin, fille d’un aubergiste, qui lui donna cinq enfants. Leur fille Marguerite Nôtre (1759-1837) fut organiste de la paroisse Saint-Jacques de Lunéville.

## SonLivre d'orgue
Conservé à la Bibliothèque municipale de Châlons-en-Champagne (manuscrit 941), parmi les partitions provenant de l'organiste Jean Baptiste Charbonnier (1764-1859), et intitulé Livres de piesses d’orgue par l’organiste de Toul, le recueil de pièces de Nôtre contient huit suites de neuf courtes pièces, ordonnées par ton, et qui pourraient en fait être des versets pour le Magnificat :
- [Premier ton] : Plein jeux. Fugue grave. Duo. Trio. Basse de trompette. Récit. Duo. Grand jeux. Grand jeux.
- [Deuxième ton] : Plein jeux. Fugue grave. Duo. Trio. Cornet. Basse de trompette. Grand jeu. Récit de cromhorne. Grand jeux.
- [Troisième ton] : Plein jeux. Fugue grave. Duo. Trio. Récit. Cornet. Trio. Grand jeux. Grand jeux.
- [Quatrième ton] : Plein jeux. Fugue grave. Duo. Trio. Récit. Cornet. Duo. Grand jeux. Grand jeux.
- [Cinquième ton] : Plein jeux. Fugue grave. Duo. Récit. Clairinette. Basse de trompette. Trio. Grand jeux. Grand jeux.
- [Sixième ton] : Plein jeux. Fugue grave. Duo. Clairinette. Duo. Trio. Basse de trompette. Grand jeux. Grand jeux.
- [Septième ton] : Plein jeux. Fugue grave. Duo. Récit. Trompette. Trio. Basse de trompette. Grand jeux. Grand jeux.
- [Huitième ton] : Plein jeux. Fugue grave. Duo. Trio. Clairinette. Cornet. Récit. Grand jeux. Grand jeux.

Tout en s'inscrivant dans la grande tradition française des livres d'orgue liturgiques, le livre de Nôtre reflète bien les évolutions du goût de la seconde moitié du XVIIIe siècle, en particulier l'influence de la musique allemande pour pianoforte. Les pièces sont d'ailleurs écrites sans pédale obligée et peuvent être jouées au piano.

## Édition moderne duLivre d'orgue
Jean-Baptiste Nôtre, Livre d’orgue…, éd. par Jean-Luc Gester, intr. par Jean-Luc Gester et Damien Vaisse, Hombourg-Haut.